# بيتن كونواي مارس

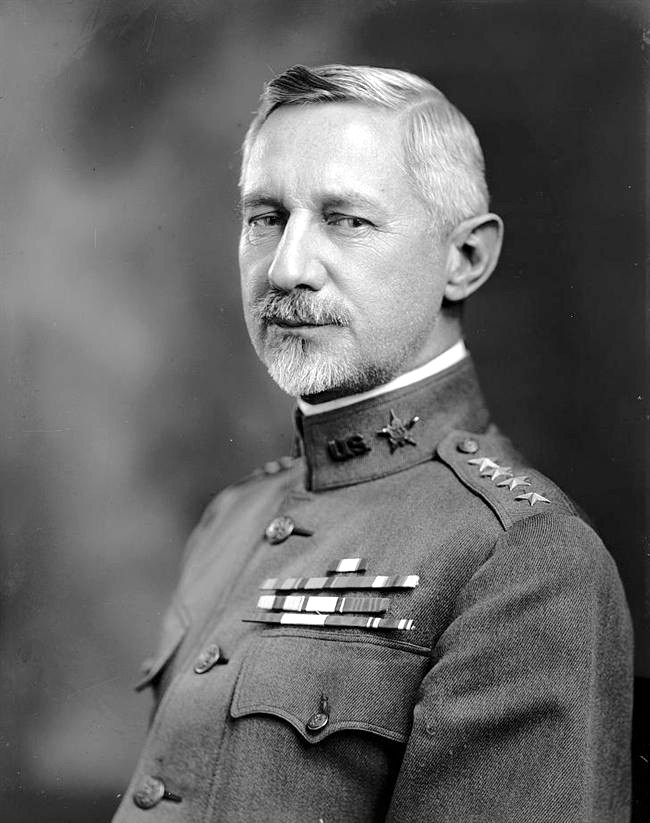
بيتن كونواي مارس

بيتن كونواي مارس (بالإنجليزية: Peyton C. March) (27 ديسمبر 1864 - 13 أبريل 1955) كان جندي أمريكي ورئيس أركان الجيش وهو مسؤول إلى حد كبير عن تصميم دور القوي لرئيس الأركان في القرن العشرين.

## روابط خارجية
- بيتن كونواي مارس على موقع الموسوعة البريطانية (الإنجليزية)

- بيتن كونواي مارس على موقع فايند أغريف